# Cataglyphis rosenhaueri
Cataglyphis rosenhaueri är en myrart som beskrevs av Santschi 1925. Cataglyphis rosenhaueri ingår i släktet Cataglyphis och familjen myror. Inga underarter finns listade.